# Piotr Gruszka
Pour les articles homonymes, voir Gruszka.
Piotr Gruszka est un ancien joueur polonais de volley-ball né le 8 mars 1977 à Oświęcim (voïvodie de Petite-Pologne). Il mesure 2,06 m et joue réceptionneur-attaquant. Il totalise 450 sélections en équipe de Pologne, ce qui constitue le record national.

## Clubs
| Club                 | De        | À         |
| -------------------- | --------- | --------- |
| BBTS Bielsko-Biała   | 1993-1994 | 1994-1995 |
| AZS Częstochowa      | 1995-1996 | 1998-1999 |
| Pallavolo Padoue     | 1999-2000 | 1999-2000 |
| ASD Cagliari Volley  | 2000-2001 | 2001-2002 |
| Adriavolley Trieste  | 2002-2003 | 2002-2003 |
| Tourcoing LM         | 2003-2004 | 2003-2004 |
| Skra Bełchatów       | 2004-2005 | 2004-2005 |
| AZS Olsztyn          | 2005-2006 | 2005-2006 |
| Skra Bełchatów       | 2006-2007 | 2007-2008 |
| Arkas Spor Izmir     | 2008-2009 | 2008-2009 |
| Delecta Bydgoszcz    | 2009-2010 | 2009-2010 |
| Halkbank Ankara      | 2010-2011 | 2010-2011 |
| Porto Ravenne Volley | 2011-2012 | 2011-2012 |
| AZS Olsztyn          | 2012-2013 | 2012-2013 |

## Palmarès

### Club et équipe nationale
- Championnat du monde
  - Finaliste : 2006
- Championnat d'Europe (1)
  - Vainqueur : 2009
- Championnat du monde des moins de 21 ans (1)
  - Vainqueur : 1997
- Championnat d'Europe des moins de 21 ans (1)
  - Vainqueur : 1996
- Challenge Cup (1)
  - Vainqueur : 2009
- Championnat de Pologne (6)
  - Vainqueur : 1995, 1997, 1999, 2005, 2007, 2008
- Coupe de Turquie (1)
  - Vainqueur : 2009
- Coupe de Pologne (3)
  - Vainqueur : 1998, 2005, 2007

### Distinctions individuelles
- Meilleur attaquant du Championnat d'Europe 2003
- Meilleur attaquant de la Ligue mondiale 2004
- Meilleur joueur du championnat de Pologne 2005
- Meilleur réceptionneur du championnat de Pologne 2006
- Meilleur joueur  du Championnat d'Europe 2009